# Monsieur Musique

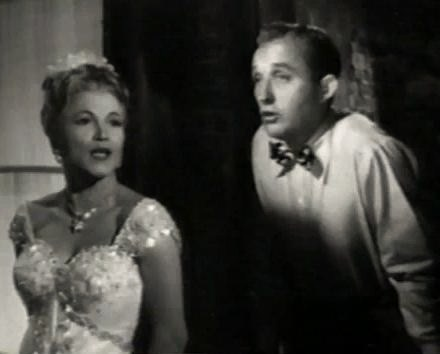
Dorothy Kirsten et Bing Crosby dans Mr. Music

Monsieur Musique (Mr. Music) est un film américain réalisé par Richard Haydn et sorti en 1950.

## Fiche technique
- Titre original : Mr. Music
- Réalisation : Richard Haydn
- Scénario : Arthur Sheekman d'après une pièce de Samson Raphaelson
- Production : Paramount Pictures
- Photographie : George Barnes
- Musique : Joseph J. Lilley
- Montage : Everett Douglas, Doane Harrison
- Durée : 110 minutes
- Date de sortie: 8 décembre 1950

## Distribution
- Bing Crosby : Paul Merrick
- Nancy Olson : Katherine Holbrook
- Charles Coburn : Alex Conway
- Ruth Hussey : Lorna Marvis
- Robert Stack : Jefferson Blake
- Tom Ewell : "Cupcake" Haggerty
- Charles Kemper : Mr. Danforth
- Donald Woods : Tippy Carpenter
- Richard Haydn : Jerome Thisbee
- Irving Bacon : Jewelry Salesman
- Norma Zimmer : chanteur
- Dave Barbour : guitariste

Dans leur propre rôle:
- Marge Champion
- Gower Champion
- Groucho Marx
- Peggy Lee
- Dorothy Kirsten